# JT International
JTI – Japan Tobacco International ist ein international tätiger Tabakkonzern mit Sitz in Genf in der Schweiz. Er bildet das internationale Tabakgeschäft des japanischen Japan-Tobacco-Konzerns.
In Deutschland ist der Konzern durch die JT International Germany GmbH mit Standorten in Trier (Produktion für Europa) und Köln (Verwaltung für Deutschland) vertreten.

## Geschichte
Die internationalen Tabakaktivitäten – nicht die US-amerikanischen – des US-Konzerns R.J. Reynolds hatten bereits ihren Sitz in Genf. 1999 wurde diese R.J. Reynolds International (RJRI) von Japan Tobacco gekauft. Im Zuge der Übernahme wurde JTI 1999 im Kanton Genf gegründet. Die damalige Übernahme von RJRI stellte nach Aussage von JTI bereits die größte jemals von einem japanischen Unternehmen getätigte Akquisition im Ausland dar.
Ende 2006 wurde berichtet, Japan Tobacco wolle die britische Gallaher Group übernehmen, die der Hersteller der Marke Benson & Hedges in Europa war. Die dann im April 2007 vollzogene Übernahme von Gallaher stellte wiederum die bis dahin größte Übernahme eines japanischen Konzerns im Ausland dar. Sie verlieh JTI einen Wachstumsschub mit einer mehr als Verdoppelung des Umsatzes gegenüber 2006.

## Marken
JTI produziert und vertreibt für den internationalen Markt schwerpunktmässig Zigaretten der drei Marken Winston, Mild Seven und Camel sowie die Marken Benson & Hedges, Silk Cut, Glamour, Sobranie of London, Club, LD und American Spirit. 
Darüber hinaus verkauft das Unternehmen unter den Marken Hamlet, Old Holborn, American Spirit und Amber Leaf sowie Gustavus Snus, Zigarren und Zigarillos, Drehtabak bzw. rauchfreie Tabakprodukte.